# Lak za nohte
Lak za nohte je gosta tekočina, ki se hitro suši in je namenjena barvanju nohtov na rokah in nogah. 

## Zgodovina
V antičnem Egiptu, so ženske uporabljale barvni lak, da bi označile kateremu družbenemu sloju pripadajo, z odtenki rdeče na vrhu nohta. Kraljica Nefretete, žena faraona Ehnatona, si je pobarvala nohte na rokah in nogah rubinasto rdeče; Kleopatra VII. pa je dala prednost temno rdeči. Ženskam nižjega stanu, ki so si barvale nohte, pa so jim bile dovoljene le blede barve. Kitajke so uporabljale barvni lak izdelan iz gumiarabike, jajčnega beljaka, želatine in čebeljega voska. Uporabljali so zgnetene vrtnice, orhideje in latice nedotike kombinirane z kamnom. Ta mešanica se je nanesla na nohte za nekaj ur in se je obarvala v razponu od roza do rdeče barve. V času dinastije Čou 600 let pr. n. št., je kitajsko kraljestvo uporabljalo srebro in zlato za krepitev nohtov. V 15. stoletju so bili rokopisi mesta dinastije Ming rdeči in črni, kot izbrane barve kraljestva prejšnjih stoletij. Inki so okraševali svoje nohte na rokah s slikami orlov, vendar je neznano kako je barvanje nohtov napredovalo od začetkov. Na portretih iz 17. in 18. stoletja so imeli svetleče nohte. V 19. stoletju so bili nohti tonirani z dišečimi rdečimi olji, polirani in brušeni z gamsjo krpo, bili so precej enostavno polirani. V 19. in zgodnjem 20. stoletju, so ženske imele raje polirane kot pobarvane nohte, ki so imeli barvo toniranega pudra in kremne barve, nato so jih zbrusile, da so bili sijoči. Izdelek prodajan kot v današnjem času je bila Graf's Hyglo pasta za poliranje. Nekatere ženske so v tistem času barvale nohte s čistim, sijočim lakom, ki se je nanašal s krtačo iz kamelje dlake. Ko je bila izdelana avtomobilska barva leta 1920, je navdihnilo uvedbo barvnih lakov.

## Sestavine
Večina lakov za nohte je izdelana iz nitrata celuloze raztopljeni v topilu (na primer butil acetata ali etil acetata) in pustijo bodisi čiste ali obarvane nohte z različnimi pigmenti. Osnovne sestavine, ki se uporabljajo so: filmsko oblikovna sredstva, smole in mehčalci, topila in barvna sredstva. Lepilni polimeri (na primer formaldehidna smola) zagotavljajo, da se nitrat celuloze prilepi na površino nohta. Mehčalci (na primer kafre) so kemikalije, ki se povezujejo med verige polimerov, da naredijo razmik med njimi, da bo masa dovolj prožna po sušenju. Pigmenti in peneči delci (na primer sljuda) dodajo želeno barvo in refleksne karakteristike. Sredstva za zadebelitev ( na primer stearalkonium hectorite) se dodajajo, da bi bilo čim manj penečih delcev v steklenici. Ultra-vijolični stabilatorji (na primer benzofenon-1) spreminjajo barve, ko se suha masa izpostavi direktno na sončno svetlobo. Laki za nohte vsebujejo tudi toluen. Topila, kot sta toluen in ksilen sta izdelana na naftni osnovi, zato povezujejo nevarnost obolenja za rakom. Formaldehid lahko povzroči alergijske reakcije in je nevaren za astmatike. Je karcinogen.
Izdelovalci lakov za nohte so pod pritiskom da odpravijo ali zmanjšajo strupene sestavine, vključno s ftalati, toluenom in formaldehidom. Septembra 2006 so številni izdelovalci strinjali s postopnim opuščanjem dibutil ftalata, ki so ga povezovali s težavami testisov, ki so se pokazale pri testiranju na ljudeh in živalih. Nekateri izdelovalci so izločili formaldehid iz svojih izdelkov, nekateri pa ga še vedno uporabljajo.
Nedavno odkritje (ca. 2003) je lak za nohte na vodni osnovi, ki temelji na emulziji akrilnega polimera (na primer stiren-akrilat) in pigmenti podobnim tistim v akvarelnih barvah. Ta se trži kot ekološko osveščeni izdelek, saj je lak za nohte štet med nevarne odpadke s strani nekaterih regulatornih organov ( npr. Los Angeles Oddelek za javna dela). V tej vlogi topilo (voda) ne izhlapi popolnoma kot v primeru tradicionalnega laka za nohte; del vode se absorbira skozi noht.
Nekatera podjetja ponujajo tudi lake na vodni osnovi, ki pa so tudi brez glutena. Laki so bili pred kratkim razviti, brez nekaterih najbolj škodljivih kemikalij kot so formaldehid, toluen in dibutil ftalat.

## Lak za nohte v svetu mode
Lak za nohte so tradicionalno nosile ženske, vendar pa je pred kratkim postal bol priljubljen pri moških. Tradicionalne barve lakov za nohte so bile rdeča, roza in rjava, sedaj pa jih lahko najdemo v katerikoli barvi. Francoska manikura tradicionalno posnema barvo naravnih nohtov z uporabo jasnih, bež ali nežno roza lakov po večini nohta z belo konico na koncu nohta. Črna je bila popularna barva lakov za nohte pri gotih, emo in punkerjih vseh spolov od leta 1970 in je bila pred kratkim sprejeta kot barva za moške in ženske. Nekatere vrste lakov so oglaševali kot lake za hitrejšo rast nohtov, močnejše nohte, ki preprečujejo lomljenje, pokanje cepljenje in grizenje nohtov. Lak za nohte se lahko uporablja kot eno od mnogih  komponent  v manikuri. Popularen tip lakov za nohte je prozorni lak. To je transparenten in sijoč sloj, ki naredi nohte na izgled čiste in sijoče. Ta vrsta laka se lahko uporablja kot nadlak drugim lakom za sijaj ali kot samostojen lak.

## Odstranjevalec laka za nohte
Lak za nohte se zlahka odstrani z odstranjevalcem laka za nohte, ki je organsko topilo, vendar lahko vsebuje tudi olja, dišave in barve. Paketi z odstranjevalci laka za nohte lahko vsebujejo posamezne blazinice namočene v odstranjevalec, stekleničko odstranjevalca, ki se ga lahko uporablja z vato ali bombažno blazinico in celo posode napolnjene s peno, ki se uporabljajo tako, da vstavite prst v posodo in ga vrtite dokler se lak ne odstrani. Najpogostejša vrsta odstranjevalca laka za nohte vsebuje aceton. Ta je močan in učinkovit vendar grob za kožo in nohte, katere lahko povzroči še bolj krhke. Aceton Agencije ZDA za varstvo okolja šteje med hlapne organske spojine.
Lahko se uporablja tudi za odstranjevanje umetnih nohtov, ki so po navadi narejeni iz akrila. Podobna alternativa se enostavno imenuje odstranjevalec laka za nohte brez acetona in po navadi vsebuje etil acetat. To je manj agresivno topilo in se zato lahko uporablja za odstranjevanje laka iz umetnih nohtov. Acetonitril se je uporabljal kot odstranjevalec laka za nohte vendar je bil spoznan za bolj toksičnega zato je prepovedan v Evropskem gospodarskem prostoru za kozmetiko od 17 marca 2000 dalje.